# Cryptomanis gobiensis
Cryptomanis gobiensis és una espècie extinta de pangolins prehistòrics que visqueren durant l'Eocè a Àsia. Se'l coneix a partir d'un únic fòssil descobert a la Xina i catalogat com a AMNH 26140.